# Liste der Einträge im National Register of Historic Places im Barton County (Missouri)

Lage des Barton Countys in Missouri

Die Liste der Einträge im National Register of Historic Places im Barton County in Missouri führt die Bauwerke und historischen Stätten im Barton County auf, die in das National Register of Historic Places aufgenommen wurden.
| [ 3 ] | Name                             | Bild                             | Eintragsdatum        | Lage                                                        | Ort   | Beschreibung |
| ----- | -------------------------------- | -------------------------------- | -------------------- | ----------------------------------------------------------- | ----- | ------------ |
| 1     | Harry Truman Birthplace Memorial | Harry Truman Birthplace Memorial | 1969 ID-Nr. 69000089 | 11th Street Ecke Truman Avenue 37° 29′ 40″ N, 94° 16′ 17″ W | Lamar |              |